# Axiomensysteme der Allgemeinen Topologie
Die Allgemeine Topologie behandelt die Topologie auf Grundlage eines Axiomensystems im Kontext der Mengenlehre. Man nennt sie daher auch Mengentheoretische Topologie. Wie sich gezeigt hat, gibt es in diesem Rahmen eine Anzahl von gleichwertigen Möglichkeiten, die Struktur der topologischen Räume axiomatisch festzulegen. Stets wird dabei eine Grundmenge {\displaystyle X} vorausgesetzt, deren Elemente oft Punkte genannt werden. Die Menge {\displaystyle X} wird dann auch als Punktmenge bezeichnet. Die axiomatische Festlegung der topologischen Struktur erfolgt entweder dadurch, dass gewisse Teilmengensysteme innerhalb der zugehörigen Potenzmenge {\displaystyle {\mathcal {P}}(X)=\{W\mid W\subseteq X\}} ausgezeichnet werden, oder auf dem Weg über die Festlegung gewisser Mengenoperatoren auf {\displaystyle {\mathcal {P}}(X)}, wobei jeweils das Erfülltsein einer Anzahl von Bedingungen, Axiome genannt, gefordert wird.

## Offene Menge, Topologien, Axiome der offenen Mengen
Unter einem topologischen Raum versteht man nach heutiger Auffassung ein Paar {\displaystyle (X,{\mathcal {O}})} mit einer Menge {\displaystyle X} sowie einem Teilmengensystem {\displaystyle {\mathcal {O}}\subseteq {\mathcal {P}}(X)} von offenen Mengen, so dass die folgenden Axiome gelten:
(O1)   {\displaystyle \emptyset \in {\mathcal {O}}} 
(O2)   {\displaystyle X\in {\mathcal {O}}} 
(O3)   {\displaystyle \forall {\mathcal {W}}\subseteq {\mathcal {O}}:{\bigcup {\mathcal {W}}}\in {\mathcal {O}}} 
(O4)   {\displaystyle \forall n\in \mathbb {N} :\forall {W_{1},W_{2},\dotsc ,W_{n}}\in {\mathcal {O}}:{W_{1}\cap W_{2}\cap \dotsb \cap W_{n}}\in {\mathcal {O}}} 
Man nennt {\displaystyle {\mathcal {O}}} auch das System der {\displaystyle (X,{\mathcal {O}})} - offenen Mengen. Statt von einer {\displaystyle (X,{\mathcal {O}})} - offenen Menge spricht man auch nur von einer offenen Menge, wenn vorausgesetzt werden kann, dass aus dem Kontext klar ist, um welchen topologischen Raum {\displaystyle (X,{\mathcal {O}})} es sich handelt.
Unter dieser Konvention lassen sich diese Axiome auch so angeben:
(O1)`   Die leere Menge ist offen.
(O2)`   Die Grundmenge {\displaystyle X} ist offen.
(O3)`   Beliebige Vereinigungen offener Mengen sind offen.
(O4)`   Beliebige endliche Durchschnitte offener Mengen sind offen.
Der Begriff der offenen Menge gilt heute als Grundbegriff der Axiomatik topologischer Räume. Die meisten modernen Autoren verstehen unter einer Topologie (engl. topology) das System der offenen Mengen eines topologischen Raumes. Es gibt jedoch auch Ausnahmen.

## Abgeschlossene Menge, Axiome der abgeschlossenen Mengen, Dualität
Die abgeschlossenen Mengen der Topologie {\displaystyle (X,{\mathcal {O}})} entstehen aus den offenen Mengen durch Komplementbildung und umgekehrt.
Das heißt:
 (O-A)   {\displaystyle A\subseteq X} ist eine {\displaystyle (X,{\mathcal {O}})} - abgeschlossene Menge beziehungsweise - gemäß Konvention (s. o.) - eine abgeschlossene Menge dann und nur dann, wenn {\displaystyle (X\setminus A)} eine {\displaystyle (X,{\mathcal {O}})} - offene Teilmenge beziehungsweise offen ist.
Da nun Komplementbildung involutorisch auf der Potenzmenge {\displaystyle {\mathcal {P}}(X)} wirkt, ist das Axiomensystem (O1) - (O4) bezüglich des Systems der offenen Mengen {\displaystyle {\mathcal {O}}} in ein äquivalentes Axiomensystem bezüglich {\displaystyle {\mathcal {A}}=\{X\setminus W\mid W\in {\mathcal {O}}\}}, des Systems der abgeschlossenen Mengen, übertragbar und umgekehrt.
Man hat damit die folgenden vier Axiome der abgeschlossenen Mengen:
(A1)   {\displaystyle X\in {\mathcal {A}}} 
(A2)   {\displaystyle \emptyset \in {\mathcal {A}}} 
(A3)   {\displaystyle \forall {\mathcal {A}}_{0}\subseteq {\mathcal {A}}:{\bigcap {{\mathcal {A}}_{0}}}\in {\mathcal {A}}} 
(A4)   {\displaystyle \forall n\in \mathbb {N} :\forall {A_{1},A_{2},\dotsc ,A_{n}}\in {\mathcal {A}}:{A_{1}\cup A_{2}\cup \dotsb \cup A_{n}}\in {\mathcal {A}}} 
In Worten lässt sich das Axiomensystem (A1) - (A4) auch so ausdrücken:
(A1)`   Die Grundmenge {\displaystyle X}   ist abgeschlossen.
(A2)`   Die leere Menge ist abgeschlossen.
(A3)`   Beliebige Durchschnitte abgeschlosser Mengen sind abgeschlossen.
(A4)`   Beliebige endliche Vereinigungen abgeschlosser Mengen sind abgeschlossen.
Ist also ein System abgeschlossener Mengen, welches das Axiomensystem (A1) - (A4) erfüllt, gegeben, so gewinnt man ein System von offenen Mengen, also die zugehörige Topologie, als Komplemente der abgeschlossenen Mengen:
 (A-O)   {\displaystyle {\mathcal {O}}=\{X\setminus A\mid A\in {\mathcal {A}}\}}
Die Axiomensysteme (O1) - (O4) und (A1) - (A4) sind also in einem dualen Sinne gleichwertig. Das heißt: Die beiden Axiomensysteme sind über die Komplementbildung umkehrbar eindeutig aufeinander bezogen und miteinander verknüpft. Man spricht in diesem Zusammenhang daher auch von der Dualität zwischen offenen und abgeschlossenen Mengen.

## Abgeschlossene Hülle, Kuratowskischer Hüllenoperator, Axiome von Kuratowski
Der Zugang zur Allgemeinen Topologie auf dem Wege über Hüllenoperatoren geht auf den polnischen Mathematiker Kazimierz Kuratowski zurück. Dieser Axiomatik zugrunde liegt ein (durch einen Querstrich gekennzeichneter) Mengenoperator auf {\displaystyle {\mathcal {P}}(X)}, welcher dadurch ausgezeichnet ist, dass er für Teilmengen {\displaystyle V\subseteq X} und {\displaystyle W\subseteq X} den folgenden vier Bedingungen genügt:
(AH1)   {\displaystyle W\subseteq {\overline {W}}} 
(AH2)   {\displaystyle {\overline {V\cup W}}={\overline {V}}\cup {\overline {W}}} 
(AH3)   {\displaystyle {\overline {\overline {W}}}={\overline {W}}} 
(AH4)   {\displaystyle {\overline {\emptyset }}=\emptyset } 
Man nennt diese vier Bedingungen Axiome von Kuratowski oder Kuratowskische Hüllenaxiome (engl. Kuratowski closure axioms) und einen diesen Bedingungen genügenden Mengenoperator einen Kuratowskischen Hüllenoperator.
Die Axiome von Kuratowski lassen sich zusammenfassen wie folgt:
(AH)`   Ein Kuratowskischer Hüllenoperator auf {\displaystyle {\mathcal {P}}(X)} ist ein Hüllenoperator, welcher die Bedingungen (AH2) und (AH4) erfüllt.
Ist ein Kuratowskischer Hüllenoperator gegeben, so sagt man:
 (AH-A)   {\displaystyle W\subseteq X}   ist eine abgeschlossene Menge bzw. abgeschlossen genau dann, wenn {\displaystyle {\overline {W}}=W} ist.
Das Teilmengensystem der (in diesem Sinne) abgeschlossenen Mengen ist das dem Hüllenoperator {\displaystyle W\mapsto {\overline {W}}} zugehörige Hüllensystem und genügt dem obigen Axiomensystem (A1) - (A4), führt folglich wie oben zu einer Topologie {\displaystyle {\mathcal {O}}} auf {\displaystyle X}. Dabei gilt:
 (AH-O)   {\displaystyle {\mathcal {O}}:=\{W\subseteq X\mid W\cap {\overline {X\setminus W}}=\emptyset \}}
 (AH-A)`   {\displaystyle {\mathcal {A}}:=\{{\overline {W}}\mid W\subseteq X\}}
Diese Betrachtung lässt sich umkehren:
Ist eine Topologie {\displaystyle {\mathcal {O}}} auf {\displaystyle X} gegeben und dazu das Teilmengensystem {\displaystyle {\mathcal {A}}}, welches dem Axiomensystem (A1) - (A4) genügt, also wie beschrieben das System der abgeschlossenen Mengen des topologischen Raums {\displaystyle (X,{\mathcal {O}})}, so liegt damit ein Hüllensystem auf {\displaystyle {\mathcal {P}}(X)} vor und den zugehörigen Hüllenoperator gewinnt man zurück durch:
 (A-AH)   {\displaystyle {\overline {W}}:=\bigcap \{A\in {\mathcal {A}}\mid A\supseteq W\}}   ( {\displaystyle W\subseteq X}  )
Dieser Hüllenoperator erfüllt dann die Axiome (AH1) - (AH4), ist also ein Kuratowskischer Hüllenoperator.
In dieser Weise ist die Beziehung des Kuratowskischen Hüllenoperators {\displaystyle W\mapsto {\overline {W}}} zu {\displaystyle {\mathcal {A}}}, dem System der abgeschlossenen Mengen des topologischen Raums {\displaystyle (X,{\mathcal {O}})}, und genauso zu der Topologie {\displaystyle {\mathcal {O}}} jeweils umkehrbar eindeutig.
Für eine Teilmenge {\displaystyle W\subseteq X} heißt {\displaystyle {\overline {W}}} die abgeschlossene Hülle, manchmal auch der  topologische Abschluss von {\displaystyle W}. Die darin liegenden Elemente werden Berührungspunkte oder Berührpunkte von {\displaystyle W} genannt. Gemäß (A-AH) ist die abgeschlossene Hülle {\displaystyle {\overline {W}}} von {\displaystyle W\subseteq X} die bezüglich der Inklusionsrelation kleinste abgeschlossene Obermenge von {\displaystyle W} innerhalb des topologischen Raums {\displaystyle (X,{\mathcal {O}})}.

## Inneres, Kernoperator, Axiome des Inneren
Ausgehend von der Dualität zwischen offenen und abgeschlossenen Mengen erhält man in Übertragung von (A-AH) den zum topologischen Raum {\displaystyle (X,{\mathcal {O}})} gehörigen Kernoperator {\displaystyle W\mapsto {W^{\circ }}} auf {\displaystyle {\mathcal {P}}(X)} mittels :
(O-OK) {\displaystyle {W^{\circ }}=\bigcup \{W_{0}\in {\mathcal {O}}|W_{0}\subseteq W\}} ({\displaystyle W\subseteq X})
zurück.
Der Kernoperator genügt für {\displaystyle V} und {\displaystyle W} den folgenden vier Axiomen:
(OK1)   {\displaystyle {W^{\circ }}\subseteq W} 
(OK2)   {\displaystyle {(V\cap W)}^{\circ }={V^{\circ }}\cap {W^{\circ }}} 
(OK3)   {\displaystyle {W^{\circ }}^{\circ }={W^{\circ }}} 
(OK4)   {\displaystyle {X^{\circ }}=X} 
{\displaystyle {W^{\circ }}} ist wegen (O-OK) die bezüglich der Inklusionsrelation größte offene Teilmenge von {\displaystyle W} innerhalb des topologischen Raums {\displaystyle (X,{\mathcal {O}})}. Ihre Elemente werden innere Punkte von {\displaystyle W} genannt. Zusammengenommen bilden also die inneren Punkte von {\displaystyle W} die Menge {\displaystyle {W^{\circ }}}, welche auch als das Innere oder der offene Kern von {\displaystyle W} bezeichnet wird.
Die Beziehungen zwischen dem Kernoperator und der Topologie {\displaystyle {\mathcal {O}}} und {\displaystyle {\mathcal {A}}}, dem System der abgeschlossenen Mengen von {\displaystyle (X,{\mathcal {O}})} und schließlich dem zugehörigen Kuratowskischen Hüllenoperator sind paarweise umkehrbar eindeutig und dabei gilt:
 (OK-O)   {\displaystyle {\mathcal {O}}=\{{W^{\circ }}\mid W\subseteq X\}}
 (OK-A)   {\displaystyle {\mathcal {A}}=\{{X\setminus {W^{\circ }}}\mid W\subseteq X\}}
 (AH-OK)   {\displaystyle W^{\circ }=X\setminus {\overline {(X\setminus W)}}}   ( {\displaystyle W\subseteq X}  )
 (OK-AH)   {\displaystyle {\overline {W}}=X\setminus {(X\setminus W)^{\circ }}}   ( {\displaystyle W\subseteq X}  )

## Rand, Randbildungsoperator, Axiome des Randes
Für eine Teilmenge {\displaystyle W} des topologischen Raums {\displaystyle (X,{\mathcal {O}})} ist der Rand (auch als Grenze oder als Begrenzung bezeichnet; englisch frontier oder auch boundary) von   {\displaystyle W}   gegeben durch:
 (AH-R)   {\displaystyle \partial W={\overline {W}}\cap {\overline {(X\setminus W)}}}
Die Elemente von {\displaystyle \partial W} werden Randpunkte von {\displaystyle W} genannt. Ein Randpunkt von {\displaystyle W} zeichnet sich demnach dadurch aus, dass er sowohl Berührpunkt von {\displaystyle W}   ist als auch Berührpunkt von   {\displaystyle X\setminus W}. Andererseits ist ein jeder Berührpunkt von {\displaystyle W} entweder Element von {\displaystyle W} oder Randpunkt von {\displaystyle W}, und damit gilt:
(R-AH)   {\displaystyle {\overline {W}}=W\cup \partial W\,}   (  {\displaystyle W\subseteq X}   )
Für den topologischen Raum {\displaystyle (X,{\mathcal {O}})} stellt also das Bilden des Randes einen Mengenoperator auf {\displaystyle {\mathcal {P}}(X)} dar. Dieser so zu {\displaystyle (X,{\mathcal {O}})} gehörige Randbildungsoperator erfüllt für Teilmengen {\displaystyle V} und {\displaystyle W} von {\displaystyle (X,{\mathcal {O}})} stets die folgenden vier Regeln:
(R1)   {\displaystyle V\cap W\cap \partial (V\cap W)=V\cap W\cap (\partial V\cup \partial W)} 
(R2)   {\displaystyle \partial W=\partial (X\setminus W)} 
(R3)   {\displaystyle \partial {\partial W}\subseteq \partial W} 
(R4)   {\displaystyle \partial {\emptyset }=\emptyset } 
Ausgehend vom Begriff des Randes kann nun die gesamte Axiomatik der Allgemeinen Topologie aufgebaut werden, indem man die vier Regeln (R1) - (R4) als Axiome versteht. Damit ist die Struktur des topologischen Raum {\displaystyle (X,{\mathcal {O}})} unzweideutig festgelegt. Der mittels der Gleichung (R-AH) definierte Mengenoperator auf {\displaystyle {\mathcal {P}}(X)} erweist sich nämlich als Kuratowskischer Hüllenoperator und ist in Verbindung mit (AH-R) umkehrbar eindeutig mit diesem und damit auch mit dem zugehörigen topologischen Raum {\displaystyle (X,{\mathcal {O}})} verknüpft.
Dabei ergeben sich bezüglich {\displaystyle \partial } folgende Gleichungen:
 (R-O)   {\displaystyle {\mathcal {O}}=\{W\subseteq X\mid {W\cap \partial W}=\emptyset \}}
 (R-A)   {\displaystyle {\mathcal {A}}=\{A\subseteq X\mid {\partial A}\subseteq A\}}
 (OK-R)   {\displaystyle \partial W={\overline {W}}\setminus W^{\circ }}   (  {\displaystyle W\subseteq X}   )

## Derivierte, Deriviertenoperator, Axiome der Derivierten
Eng verknüpft mit dem Kuratowskischen Hüllenoperator eines topologischen Raums   {\displaystyle (X,{\mathcal {O}})}   - ähnlich wie der Randbildungsoperator - ist der Deriviertenoperator   {\displaystyle d}   , welcher einer Teilmenge   {\displaystyle W}   von   {\displaystyle (X,{\mathcal {O}})}   ihre Derivierte   (englisch derived set)   {\displaystyle d(W)}   zuordnet.
Statt von der Derivierten redet man auch von der Ableitung von   {\displaystyle W}   und schreibt   {\displaystyle W^{\prime }}   oder   {\displaystyle W^{\rm {d}}}   anstelle von   {\displaystyle d(W)}  .
Für eine Teilmenge   {\displaystyle W}   ist die Derivierte   {\displaystyle d(W)}   von   {\displaystyle W}   gleich der Menge ihrer Häufungspunkte (englisch accumulation points), lässt sich also in Formeln darstellen als:
 (AH-D)   {\displaystyle d(W)=\{x\in X\mid {x\in {\overline {(W\setminus \{x\})}}}\}}     {\displaystyle (W\subseteq X)}
Wie beim Rand von   {\displaystyle W}   gilt:
(D-AH)   {\displaystyle {\overline {W}}=W\cup d(W)}     {\displaystyle (W\subseteq X)}
Für den topologischen Raum   {\displaystyle (X,{\mathcal {O}})}   genügt dieser Mengenoperator auf   {\displaystyle {\mathcal {P}}(X)}   für Teilmengen   {\displaystyle V}   und   {\displaystyle W}   von   {\displaystyle (X,{\mathcal {O}})}   stets den folgenden vier Regeln:
(D1)   {\displaystyle d(V\cup W)=d(V)\cup d(W)} 
(D2)   {\displaystyle d(d(W))\subseteq W\cup d(W)} 
(D3)   {\displaystyle d(\emptyset )=\emptyset } 
(D4)   {\displaystyle \forall x\in X:x\notin d(\{x\})} 
Ausgehend vom Begriff der Derivierten und von (D1) - (D4) als Axiomensystem kann die Allgemeinen Topologie vollständig entwickelt werden. Denn damit ist die Struktur des topologischen Raum  {\displaystyle (X,{\mathcal {O}})}   unzweideutig festgelegt. Der mittels der Gleichung (D-AH) definierte Mengenoperator auf   {\displaystyle {\mathcal {P}}(X)}   ist ein Kuratowskischer Hüllenoperator und so in Verbindung mit (AH-D) umkehrbar eindeutig mit diesem und damit auch mit dem zugehörigen topologischen Raum  {\displaystyle (X,{\mathcal {O}})}   verknüpft.
Dabei ergeben sich bzgl. {\displaystyle d}   die folgenden Gleichungen:
 (D-O)   {\displaystyle {\mathcal {O}}=\{W\subseteq X\mid {W\cap d(X\setminus W)}=\emptyset \}}
 (D-A)   {\displaystyle {\mathcal {A}}=\{A\subseteq X\mid d(A)\subseteq A\}}
 (OK-D)   {\displaystyle d(W)=\{x\in W\mid {x\notin {((X\setminus W)\cup \{x\}})}^{\circ }\}}     {\displaystyle (W\subseteq X)}

## Umgebung, Umgebungsfilter, Umgebungsaxiome
Der axiomatische Aufbau der Allgemeinen Topologie unter Zugrundelegung des Begriffs der Umgebung eines Punktes geht auf Felix Hausdorff und seine Grundzüge der Mengenlehre zurück. Dieser klassische Ansatz benutzt als wichtigste Strukturen Umgebungssysteme. Hierbei ist jedem   {\displaystyle x\in X}   ein Teilmengensystem   {\displaystyle {\mathcal {U}}_{x}\subseteq {\mathcal {P}}(X)}   zugeordnet, für das jeweils die folgenden Regeln, genannt Umgebungsaxiome, als gegeben vorausgesetzt werden:
(U1)   {\displaystyle {\mathcal {U}}_{x}} ist ein Filter innerhalb   {\displaystyle ({\mathcal {P}}(X),\subseteq )}   .
(U2)   {\displaystyle \forall U\in {\mathcal {U}}_{x}:x\in U}
(U3)   {\displaystyle \forall U\in {\mathcal {U}}_{x}:\exists V\in {\mathcal {U}}_{x}:\forall y\in V:U\in {\mathcal {U}}_{y}}
Für {\displaystyle x\in X}   nennt man   {\displaystyle {\mathcal {U}}_{x}}   auch den Umgebungsfilter von   {\displaystyle x}   und jedes   {\displaystyle U\in {\mathcal {U}}_{x}}   eine Umgebung von   {\displaystyle x}   . Dabei ist stets   {\displaystyle X\in {\mathcal {U}}_{x}}  , also   {\displaystyle {\mathcal {U}}_{x}\neq \emptyset }  .
In einer weniger formalisierten Weise lassen sich die Umgebungsaxiome in Bezug auf einen beliebigen Punkt   {\displaystyle x\in X} auch folgendermaßen ausdrücken:
(U1)`   Die Grundmenge   {\displaystyle X}   ist Umgebung von   {\displaystyle x}   .
(U2)`   {\displaystyle x}   ist in jeder seiner Umgebungen als Punkt enthalten.
(U3)`   Jede Obermenge einer Umgebung von   {\displaystyle x}   ist ihrerseits Umgebung von   {\displaystyle x}  .
(U4)`   Der Durchschnitt endlich vieler Umgebungen von   {\displaystyle x}   ist Umgebung von   {\displaystyle x}  .
(U5)`   Ist   {\displaystyle U}   Umgebung von   {\displaystyle x}   , so umfasst   {\displaystyle U}   eine weitere Umgebung   {\displaystyle V}   von   {\displaystyle x}   derart, dass   {\displaystyle U}   selbst zu den Umgebungen eines jeden Punktes   {\displaystyle y\in V}   gehört.
Die oben beschriebene Struktur   {\displaystyle (X,({\mathcal {U}}_{x})_{x\in X})}   wird auch als Umgebungsraum bezeichnet.
Ein solcher Umgebungsraum über   {\displaystyle X}   ist nun umkehrbar eindeutig verknüpft mit dem topologischen Raum   {\displaystyle (X,{\mathcal {O}})}  , wenn man unter einer im Umgebungsraum offenen Menge folgendes versteht:
 (U-O)   Die Teilmenge   {\displaystyle W\subseteq X}   ist offen dann und nur dann, wenn sie Umgebung jedes ihrer Punkte ist.
Also:
 (U-O)`   {\displaystyle {\mathcal {O}}=\{W\subseteq X\mid {\forall x\in W:W\in {\mathcal {U}}_{x}}\}}
Hierbei lassen sich die zum topologischen Raum   {\displaystyle (X,{\mathcal {O}})}   gehörigen Umgebungsfilter   {\displaystyle {\mathcal {U}}_{x}\subseteq {\mathcal {P}}(X)}     {\displaystyle (x\in X)}   zurückgewinnen durch:
 (O-U)   Eine Teilmenge   {\displaystyle U\subseteq X}   ist Umgebung von   {\displaystyle x\in X}   dann und nur dann, wenn eine offene Teilmenge   {\displaystyle W\subseteq X}  , also ein   {\displaystyle W\in {\mathcal {O}}}  , existiert mit   {\displaystyle x\in W\subseteq U}.
Also:
 (O-U)`   {\displaystyle {\mathcal {U}}_{x}=\{U\subseteq X\mid {\exists W\in {\mathcal {O}}:x\in W\subseteq U}\}}
Die Beziehungen zu den übrigen Strukturelementen sind wie folgt:
- in Hinblick auf die abgeschlossenen Mengen:

 (U-A)   {\displaystyle A\subseteq X}   ist abgeschlossen genau dann, wenn für   {\displaystyle x\in X}   aus der Tatsache, dass jede Umgebung   {\displaystyle U\in {\mathcal {U}}_{x}}   eine   nicht-leere Schnittmenge mit   {\displaystyle A}   hat, schon   {\displaystyle x\in A}   folgt.
Also:
 (U-A)`   {\displaystyle {\mathcal {A}}=\{A\subseteq X\mid {\forall x\in X:({\forall U\in {\mathcal {U}}_{x}:A\cap U\neq \emptyset }\Rightarrow x\in A})\}}
- in Hinblick auf den Kuratowskischen Hüllenoperator :

 (U-AH)   {\displaystyle {\overline {W}}:=\{x\in X\mid \forall U\in {\mathcal {U}}_{x}:{U\cap W\neq \emptyset }\}}     {\displaystyle (W\subseteq X)}  
- in Hinblick auf den Kernoperator :

 (U-OK)   {\displaystyle {W^{\circ }}=\{x\in W\mid \exists U\in {\mathcal {U}}_{x}:U\subseteq W\}}   {\displaystyle (W\subseteq X)}  
- in Hinblick auf den Randbildungsoperator :

 (U-R)     {\displaystyle \partial W=\{x\in X\mid \forall U\in {\mathcal {U}}_{x}:{U\cap W\neq \emptyset }\land {U\cap (X\setminus W)\neq \emptyset }\}}   {\displaystyle (W\subseteq X)}  
- in Hinblick auf den Deriviertenoperator :

 (U-D)     {\displaystyle d(W)=\{x\in X\mid \forall U\in {\mathcal {U}}_{x}:{{(U\setminus \{x\})}\cap W\neq \emptyset }\}}   {\displaystyle (W\subseteq X)}  

## Erläuterungen und Anmerkungen
1. ↑  Kowalsky (S. 41) etwa verknüpft mit Topologie die Familie der Umgebungsfilter eines topologischen Raumes.
2. ↑  Vgl. Rinow, S. 68.! Gemäß Hausdorff (Grundzüge der Mengenlehre, S. 220) geht das Konzept auf Georg Cantor zurück. In Anbetracht der möglichen Verwechselung mit der Ableitung von Funktionen in der Differentialrechnung ist in der Topologie die Benennung Derivierte gegenüber Ableitung vorzuziehen.
3. ↑  Das obige Axiomensystem weicht von dem, welches Hausdorff in den Grundzügen (S. 213) liefert, ab. Insbesondere nimmt Hausdorff stets die Gültigkeit des nach ihm benannten Trennungsaxioms als gegeben an, was nicht der modernen Fassung der Umgebungsaxiome entspricht.
4. ↑  Ryszard Engelking (1935-2023) war ein bekannter polnischer Topologe. (Vgl. Eintrag in der Datenbank zbMATH!) Er ist Vater Der polnischen Soziologin Barbara Engelking.